# ČT1
A ČT1 (vagy Česká televize 1; Jednička; magyarul: CsT1 vagy Cseh Televízió 1; Egyes) első cseh televíziós csatorna, amelyet a Česká televize (ČT) birtokol és üzemeltet. A csatorna 1993. január 1-én elkezdett közvetíteni. Tematikailag hasonlít a 2015 előtti magyar M1-hez.
A csatorna elérhető a földi DVB-T szabványban SD-ben, DVB-T2 szabványban HD-ben és SD-ben, valamint műholdas sugárzásban SD felbontásban.
A csatornán volt látható az Eurovíziós Dalfesztivál döntője 2015 és 2021 között. 2022 és 2024 között az elődöntőkkel együtt a ČT2 tűzte műsorra, majd 2025-től a ČT1-en látható a verseny összes közvetítése.

## Korábbi logók

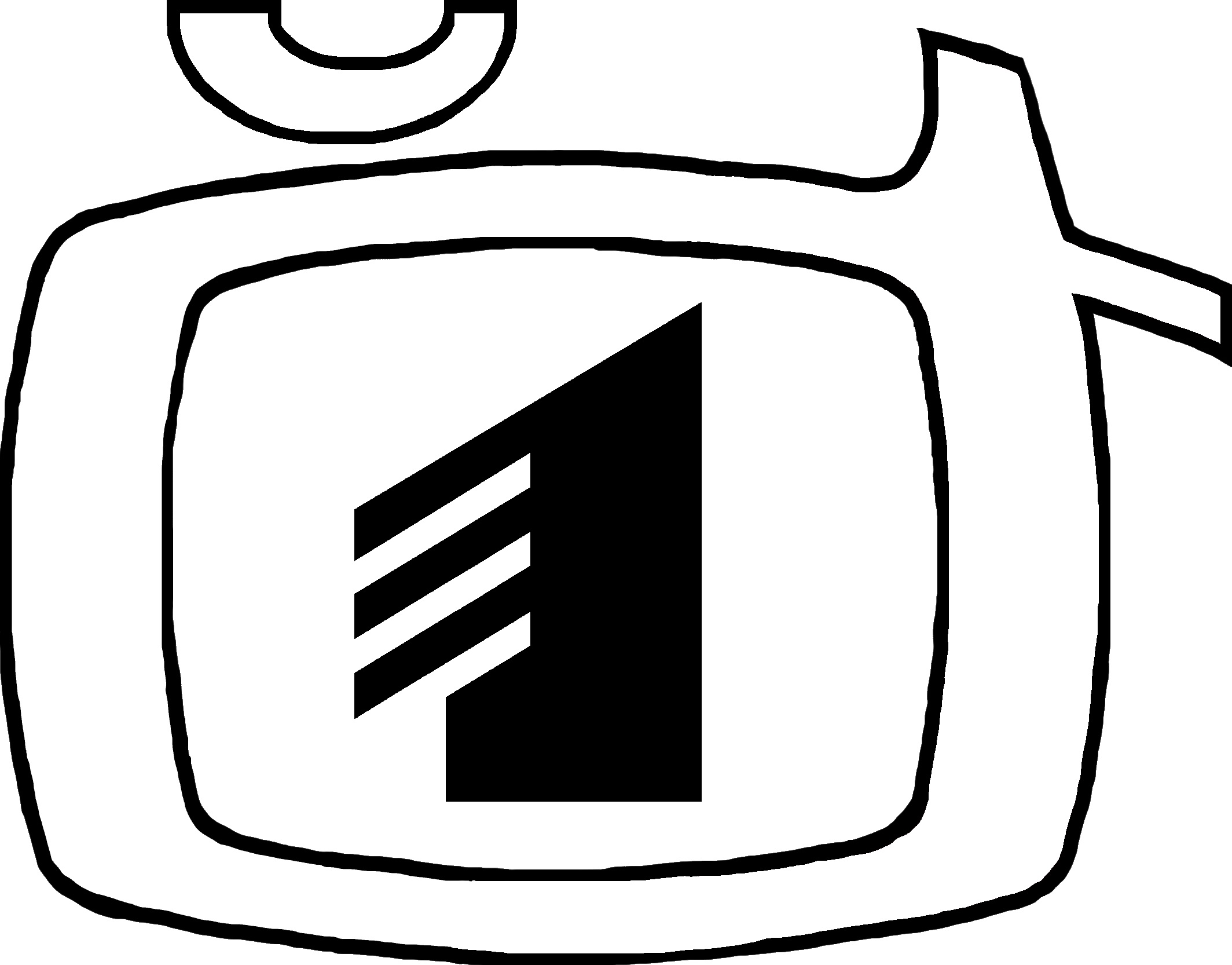
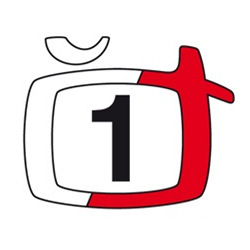